# François Guérif
François Guérif, né le 16 novembre 1944 à La Limouzinière (Loire-Atlantique), est un éditeur, directeur de collection littéraire et critique de cinéma français. Il est l’auteur de nombreux ouvrages dans le cadre de ses différentes activités.

## Biographie
François Guérif arrive dans le monde du livre « en cherchant une échappatoire au professorat ». Il commence par la profession de libraire. En 1973 il ouvre la librairie Au Troisième Œil, spécialisée dans le cinéma, le roman policier et la science-fiction. Cette librairie sera ensuite reprise par Stéphane Bourgoin.
À partir de 1978, il devient éditeur d'abord pour Red Label, puis pour Fayard noir. Ces deux collections s’essoufflent rapidement avec 22 et 24 titres parus. De 1979 à 2001, il est le rédacteur en chef puis le directeur de la revue Polar.
En 1986, à la demande d'Édouard de Andréis, directeur de la maison d'édition Rivages, alors indépendante, il crée les collections Rivages/Noir et Rivages/Thriller. À ce titre, il est le découvreur pour le monde francophone de quelques-uns des plus grands écrivains américains de romans policiers et de romans noirs, au premier rang desquels James Ellroy mais aussi Tony Hillerman, James Lee Burke et Dennis Lehanne.  Il entretient une correspondance avec Jean-Patrick Manchette, Léo Malet, Thomas Narcejac et Pierre Siniac, les Américains Robert Bloch, Howard Fast, Jim Nisbet, Ellery Queen, bien sûr James Ellroy, le Britannique Robin Cook et le Cubain Daniel Chavarria.
Il est très fidèle à ses auteurs et s'efforce de publier leur œuvre entière en leur attachant, dans la mesure du possible, un seul traducteur. Ses auteurs le lui rendent bien. Quand une bataille d'éditeurs s’est engagée pour acquérir les droits de L.A. Confidential, James Ellroy l'a soutenu, lançant notamment : « L'argent, on s'en fout. Le livre, c'est avec François, sinon rien ».
En 1997, François Guérif reçoit le prix Ellery Queen du meilleur éditeur de l’année ; il est le premier non-Américain à recevoir ce prix.
Il édite plusieurs ouvrages de Cesare Battisti. À partir de 2004, François Guérif s'engage activement dans la campagne qui réunit nombre de politiciens et d'intellectuels de gauche françaises protestant contre l'extradition de l'ex-terroriste italien d'extrême gauche condamné pour quatre meurtres dans la péninsule. En 2019, ce dernier reconnaîtra avoir été l'acteur direct de deux assassinats et le complice de deux autres,.
En janvier 2017, François Guérif quitte les éditions Rivages, rachetées en 2013 par Actes Sud, pour rejoindre les éditions Gallmeister. Son fils, Benjamin Guérif, est également éditeur.

## Publications de François Guérif

### Essais
- Paul Newman, pac, 1975, Henri Veyrier, 1987
- Belmondo, avec Stéphane Levy Klein, PAC, 1976
- Robert Redford, PAC 1976
- Marlon Brando, PAC, 1977
- Steve McQueen, PAC, 1978 ; J’ai lu, 1988 ; Denoël, 2001
- Le Film noir américain, Henri Veyrier, 1979 ; Denoël, 1999
- Le Cinéma policier français, Henri Veyrier, 1981
- Clint Eastwood, Henri Veyrier, 1983 ; Ramsay, 1994
- François Truffaut, Edilig, 1988 ; Les 400 Coups, 2003
- Le Film policier, J’ai lu, 1989
- Sans espoir de retour, Samuel Fuller, Henri Veyrier, 1989
- Gilles Grangier, Passé la Loire, c’est l’aventure : 50 ans de cinéma, entretiens avec François Guérif, Le Terrain Vague, 1989 ; Institut Lumière‑Actes Sud, 2021
- Vincente Minnelli, Édilig, 1984
- Claude Chabrol, Un jardin bien à moi, propos recueillis par François Guérif, Denoël, 1998
- Claude Chabrol et François Guérif, Comment faire un film, Rivages, 2004
- James M. Cain, Paris, Séguier, 1992
- Panthéon noir, Séguier, 2003
- Robert Mitchum, Denoël, 2003
- Polars et Films noirs, avec Claude Mesplède, Timée, 2006
- Film noir 1 & 2, avec Loustal, bd Music, 2016
- Ciné Miscellanées, Payot, 2007
- Conversations avec Claude Chabrol, Payot, 2011
- Du polar. Entretiens avec Philippe Blanchet, Payot, 2013
- Des moments de cinéma : Entretiens, La Grange Batelière, 2023

Collaborations
- John Wayne : le dernier géant / François Pascal ; avec la collaboration de François Guérif et Pascal Mérigeau. Paris : Éditions du Grand Bouchet, 1979, 111 p.
- Le Dahlia noir : autopsie d'un crime de 1947 à James Ellroy / Stéphane Bourgoin & Jean-Pierre Deloux ; avec la participation de François Guérif. Paris : E-dite, 2006, 286 p.  (ISBN 2-846-08198-0 et 978-2-846-08198-6)

### Traductions
- Marilyn Monroe (Marilyn : an untold story) / Norman Rosten ; trad. de l'américain par François Guérif. (Précédé de) Marilyn Monroe par elle-même : entretien avec Georges Belmont. Paris : Lherminier, 1984, 189 p. (Le Cinéma en mémoire).  (ISBN 2-862-44029-9)
- Vie et mort d'Humphrey Bogart (Humphrey Bogart) / Nathaniel Benchley ; traduit par Jean-Pierre Déporte et François Guérif. Paris : Lherminier, 1979, 239 p. (Le Cinéma en mémoire).  (ISBN 2-862-44016-7)

### Préfaces et appareils critiques
- Bel-Ami / Guy de Maupassant. Paris : Rombaldi, 1976, 405 p. (Le Club des classiques).  (ISBN 2-231-00159-4)
- Miss Harriet : nouvelles / Guy de Maupassant ; préfaces François Guérif et Dominique Fernandez. Paris : Rombaldi, 1978, 331 p. (Le Club des classiques).  (ISBN 2-231-00363-5)
- Underwood U.S.A. : Balade Sur Les Touches Du Roman Noir Américain de Michel Martens. Bibliographie établie par François Guérif. Balland, 1980,  (ISBN 2-715-80277-3)
- À la vie, à la mort (Till death do us part) / John Dickson Carr. Paris : Oswald, 1982, 180 p. (Le Miroir obscur ; 44).  (ISBN 2-730-40152-0)
- Cache ta joie ! : et autres textes / Jean-Patrick Manchette ; publ. sous la dir. de Doug Headline et François Guérif. Paris : Payot et Rivages, 1999, 216 p. (Rivages-Écrits noirs).  (ISBN 2-743-60498-0)
- Coup de passion (Torch number) ; précédé d'un entretien avec François Guérif et Jean-Pierre Deloux / James Ellroy. Paris : Rivages, 1990, 97 p. (Rivages noir).  (ISBN 2-869-30402-1)
- High Sierra / William R. Burnett ; traduit de l'anglais par François Lourbet ; dossier établi par François Guérif. Paris : C. Bourgois, 1990, 286 p. (10-18 ; 2108. Nuits blêmes).  (ISBN 2-264-01477-6)
- Le Flambeau : 9 contes / Agatha Christie ; choisis et présentés par François Guérif. Paris : Librairie des Champs-Élysées, 1981, 218 p. (Les Grands contes fantastiques).  (ISBN 2-702-41257-2)
- Les yeux de la momie : chroniques de cinéma / Jean-Patrick Manchette ; publ. sous la dir. de Doug Headline et François Guérif. Paris : Rivages, 1997, 507 p. (Rivages-Écrits noirs). Recueil de textes extr. de "Charlie-hebdo", 9 août 1979-11 janvier 1982.  (ISBN 2-743-60261-9)
- Le Petit Bleu de la côte ouest, bande dessinée de Tardi, adaptation du roman policier éponyme de Jean-Patrick Manchette, Les Humanoïdes Associés, 2005  (ISBN 2-731-61670-9)
- Survivre à Hollywood, de Richard Fleischer, Marest éditeur, 2021  (ISBN 9791096535361)

## Filmographie

### En qualité d'acteur
- Polar, un film de Jacques Bral, 1984

### En qualité de scénariste
- Caméléone, un film de Benoît Cohen, 1996
- Katia Ismailova, un film de Valeri Todorovski, 1994